# Labordia cyrtandrae
Labordia cyrtandrae är en tvåhjärtbladig växtart som först beskrevs av Henri Ernest Baillon, och fick sitt nu gällande namn av Carl Skottsberg. Labordia cyrtandrae ingår i släktet Labordia och familjen Loganiaceae. IUCN kategoriserar arten globalt som akut hotad. Inga underarter finns listade i Catalogue of Life.